# چالگانی
چالگانی (به لاتین: Chalgany) یک منطقهٔ مسکونی در روسیه است که در استان آمور واقع شده‌است.